# الجامعة الدولية بأمريكا اللاتينية
الجامعة الدولية بأمريكا اللاتينية مؤسسة تعليمية مستقلة أسست عام 2003م وفقاً لقوانين جمهورية بنما (قانون رقم 32 لسنة 1927). ومقرها الرئيسي مقرها الرئيس في مدينة بنما سيتي.

## اعتمادات الجامعة
تتمتع الجامعة بترخيص حكومة جمهورية بنما لكل النشاطات العلمية والتعليمية التي تقوم بها داخل حدود جمهورية بنما وخارجها. وجميع البرامج الدراسية التي تقدمها الجامعة معتمدة علمياً من قبل وزارة التعليم العالي بجمهورية بنما.

## كليات الجامعة
تحوي الجامعة على أربع كليات: كلية الدراسات الإسلامية، وكلية التجارة، وكلية الصحافة والإعلام، وكلية الاقتصاد والإدارة.

## وصلات خارجية
- الموقع الرسمي للجامعة.